# Tarsomys echinatus
Tarsomys echinatus es una especie de roedor de la familia Muridae.

## Distribución geográfica
Es endémica de Mindanao (Filipinas).